# Долна-Градешница
Долна-Градешница (болг. Долна Градешница) — село в Благоевградской области Болгарии. Входит в состав общины Кресна. Находится примерно в 5 км к юго-востоку от центра города Кресна и примерно в 38 км к югу от центра города Благоевград. По данным переписи населения 2011 года, в селе  проживал 661 человек.

## Население
| Год     | 1934 | 1946 | 1956 | 1965 | 1975 | 1985 | 1992 | 2001 | 2011 |
| ------- | ---- | ---- | ---- | ---- | ---- | ---- | ---- | ---- | ---- |
| Жителей | 122  | 235  | 366  | 895  | 1108 | 936  | 874  | 752  | 661  |

| Национальность | Человек | Процент |
| -------------- | ------- | ------- |
| болгары        | 648     | 98,78%  |
| цыгане         | 5       | 0,76%   |
| Всего ответов  | 656     |         |

|  |